# Grote Scheldeprijs 2017
El Grote Scheldeprijs 2017 va ser la 105a edició del Grote Scheldeprijs. Es disputà el 5 d'abril de 2017 sobre un recorregut de 202 km amb sortida a Mol i final a Schoten. La cursa formà part de l'UCI Europa Tour amb una categoria 1.HC.
El vencedor final fou l'alemany Marcel Kittel (Quick-Step Floors), que s'imposà a l'esprint a l'italià Elia Viviani (Team Sky) i al francès Nacer Bouhanni (Cofidis).

## Equips
L'organització convidà a 22 equips a prendre part en aquesta edició del Grote Scheldeprijs.
| WorldTeams (14)- AG2R La Mondiale - Astana - Bahrain-Merida - Bora-Hansgrohe - Cannondale-Drapac - Dimension Data - FDJ - Katusha-Alpecin - Lotto NL-Jumbo - Lotto-Soudal - Quick-Step Floors - Sky - Team Sunweb - Trek-Segafredo Equips continentals professionals (8)- Cofidis, Solutions Crédits - Fortuneo-Vital Concept - Roompot-Nederlandse Loterij - Sport Vlaanderen-Baloise - Verandas Willems-Crelan - Wanty-Groupe Gobert - WB-Veranclassic-Aqua Protect - Wilier Triestina-Selle Italia |
| |

## Classificació final
| \| Classificació general \| Classificació general \| Classificació general \| Classificació general \| Classificació general \| \| Corredor \| Corredor \| Equip \| Temps \| \| \| --------------------- \| --------------------------- \| -------------------------- \| --------------------- \| --------------------- \| \| 1r \| Marcel Kittel \| Quick-Step Floors \| 4h 35' 25" \| \| \| 2n \| Elia Viviani \| Team Sky \| + 0" \| \| \| 3r \| Nacer Bouhanni \| Cofidis, Solutions Crédits \| + 0" \| \| \| 4t \| Jürgen Roelandts \| Lotto-Soudal \| + 0" \| \| \| 5è \| Pascal Ackermann \| Bora-Hansgrohe \| + 0" \| \| \| 6è \| Rudy Barbier \| AG2R La Mondiale \| + 0" \| \| \| 7è \| Reinardt Janse van Rensburg \| Dimension Data \| + 0" \| \| \| 8è \| Marc Sarreau \| FDJ \| + 0" \| \| \| 9è \| Ramon Sinkeldam \| Team Sunweb \| + 0" \| \| \| 10è \| Jonas Van Genechten \| Cofidis, Solutions Crédits \| + 0" \| \| |                             |                            |            |
| |                             |                            |            |
| Font: ProCyclingStats |                             |                            |            |
| Classificació general |                             |                            |            |
| Corredor | Corredor                    | Equip                      | Temps      |
| 1r | Marcel Kittel               | Quick-Step Floors          | 4h 35' 25" |
| 2n | Elia Viviani                | Team Sky                   | + 0"       |
| 3r | Nacer Bouhanni              | Cofidis, Solutions Crédits | + 0"       |
| 4t | Jürgen Roelandts            | Lotto-Soudal               | + 0"       |
| 5è | Pascal Ackermann            | Bora-Hansgrohe             | + 0"       |
| 6è | Rudy Barbier                | AG2R La Mondiale           | + 0"       |
| 7è | Reinardt Janse van Rensburg | Dimension Data             | + 0"       |
| 8è | Marc Sarreau                | FDJ                        | + 0"       |
| 9è | Ramon Sinkeldam             | Team Sunweb                | + 0"       |
| 10è | Jonas Van Genechten         | Cofidis, Solutions Crédits | + 0"       |